# 季莫菲·尼古拉耶维奇·格拉诺夫斯基

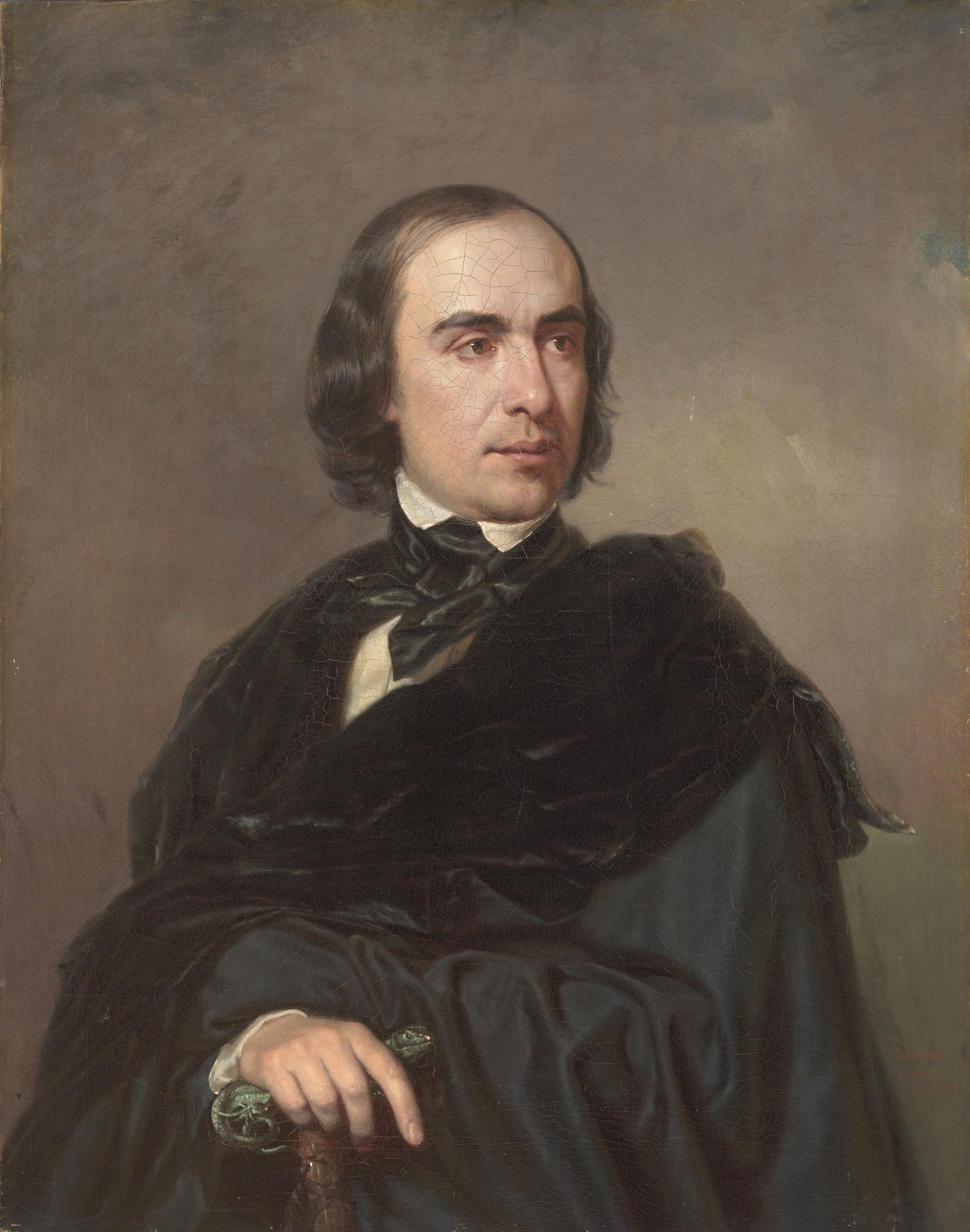
季莫菲·尼古拉耶维奇·格拉诺夫斯基, 1845

季莫菲·尼古拉耶维奇·格拉诺夫斯基（俄語：Тимофе́й Никола́евич Грано́вский，1813年3月9日—1855年10月4日），俄国历史学家、思想家、教育家，俄国中世纪研究的奠基人。
格拉诺夫斯基出生在俄国奥廖尔。曾就读于莫斯科大学、柏林大学。在柏林大学的时期，格拉诺夫斯基深受黑格尔主义者冯·兰克和冯·萨维尼的影响，并深刻地感受到西方史学研究的先进之处。日后，他成为俄国研究西欧中世纪史的第一人。在沙皇尼古拉一世的高压统治之下，格拉诺夫斯基选择了演讲这一形式来给大众带去西方的现代思想。赫尔岑的回忆录中写道，格拉诺夫斯基的演讲是“尼古拉一世时代俄国的一股自由之风”。

## 纪念
1920年至1994年，苏联及後來俄罗斯首都莫斯科中央行政区的羅曼諾夫巷以他的名字命名。